# 大惡司
《大惡司》是ALICESOFT於2001年11月30日發售的模擬類型成人遊戲。後來在2003年到2005年由GREEN BUNNY發售OVA。

## 故事
男權至上的日本（ニホン）在戰敗給女權至上的ウィミィ後，山本惡司回到大阪（オオサカ）的老家わかめ組時卻發現家已被他人佔據，惡司在被逐出家門後不久被逮到侍奉青年團（奉仕青年団）時便決定要率領侍奉青年團對わかめ組開始展開反擊。

## 角色
遊戲無配音，聲優是OVA版。

### 主要角色
山本惡司（聲優：松田たろう）
本作的男主角。山本一發（山本一発）的孫子，原本是わかめ組的少爺。
岳画殺（聲優：高奈ゆか）
惡司的叔母，山本一發的女兒。年齡比惡司還小。
白民華（聲優：藤小雪）
在中華料理店「水陸兩用」工作的少女。
加賀元子（聲優：岩田由貴）
加賀太郎的女兒，わかめ組的幹部，惡司的青梅竹馬。
乃木喜久子（聲優：佐東梓央）
日本軍大將乃木重彦的孫女。
（聲優：藤村亞季）
ウィミィ軍的空軍士官。過去太平洋戰爭時曾與身為日本軍士兵的惡司在ルソン島相識。

### 其他角色
神原夕子（聲優：イナリヴィヴィアン）
惡司的性教育老師。
青葉曜子（聲優：柊みかみ）
侍奉青年團的已婚領導者。
市橋蘭（聲優：海原エレナ）
わかめ組的組長，山本一發的愛人。
由女（聲優：内野ぽち）
観世那古真燈教的教主，真實身分是從イハビーラ逃脫的實驗雙性人。
（聲優：佐藤詩央）
巨大組織「ピーチマウテン」的領導者。
（聲優：平コスモ）
ウィミィ的司令官。
（聲優：北条明日香）
ウィミィ的女科學家。

## OVA
OVA版是由GREEN BUNNY發售的成人動畫，分VHS和DVD，英文版的片名是《Daiakuji -The Xena Buster-》。

### 主題曲
片尾曲「Woman Needs Love」
作詞：，作曲：杉本洋祐，編曲：千頭一，歌：惡司組（山本惡司、岳画殺、加賀元子、由女、タマネギ）
番外篇片尾曲「Dream Alone」
作詞：多磨小路，作曲：杉本洋祐，編曲：千頭一，歌：高奈ゆか

### 集數列表
| 集數   | 標題 | 發售日         |
| ------ | ---- | -------------- |
| 不適用 |      | 2003年8月28日  |
| 一発目 |      | 2003年11月27日 |
| 二発目 |      | 2004年2月26日  |
| 三発目 |      | 2004年5月28日  |
| 四発目 |      | 2004年8月27日  |
| 五発目 |      | 2004年11月26日 |
| 六発目 |      | 2005年2月25日  |
| 番外編 |      | 2005年5月27日  |

## 爭議
2006年西班牙電視台La Sexta於深夜時段播放大惡司的OVA遭到觀眾投訴抗議該節目含有兒童色情成分而遭到停播。

## 外部連結
- 官方網站（页面存档备份，存于）（日語）